# トゥコージー・ラーオ・シンディア
トゥコージー・ラーオ・シンディア（Tukoji Rao Scindia, 1727年以降 - 1761年1月7日）は、インドのマラーター同盟、シンディア家の一員。

## 生涯
1727年以降、シンディア家の当主ラーノージー・ラーオ・シンディアの4男として生まれた。
1761年1月7日、トゥコージー・ラーオは第三次パーニーパトの戦いで、1月14日の大激突前の前哨戦で死亡した。
死後、上の息子ケーダールジー・ラーオ・シンディアは1764年にシンディア家の当主となり、下の息子アーナンド・ラーオ・シンディアの息子、孫にあたるダウラト・ラーオ・シンディアは1794年に当主となった。